# Slangeholderen
Slangeholderen (la.: Ophiuchus, græsk: Ὀφιοῦχος), også kaldet Slangebæreren, er et stjernebillede.

## Slangeholderen foreslået som "13. stjernetegn"
Jorden har rykket sig i forhold til solen, siden man, for 3.000 år siden fordelte de 12 stjernetegn på årets 12 perioder. Derved befinder Slangeholderen sig nu som 13. stjernebillede i Solens bane, hvilket har givet anledning til idéen om et 13. stjernetegn – nemlig Slangeholderen. Denne idé er imidlertid ikke alment anerkendt.

### Solens passage gennem stjernebilleder
- Stenbukken – 21. januar til 16. februar
- Vandmanden 	17. februar til 11. marts
- Fiskene 	12. marts til 18. april
- Vædderen 	19. april til 13. maj
- Tyren 	14. maj til 21. juni
- Tvillingerne 	22. juni til 20. juli
- Krebsen 	21. juli til 10. august
- Løven 	11. august til 16. september
- Jomfruen 	17. september til 30. oktober
- Vægten 	31. oktober til 23. november
- Skorpionen 	24. november til 28. november
- Slangeholderen 	29. november til 17. december
- Skytten 	18. december til 20. januar[2]

Modstandere af at indlemme Slangeholderen som nyt stjernetegn baserer argumentet på, at dyrekredsen er en afspejling af året. Der er fire årstider, hver med en begyndelse, en midte og en afslutning. Sammenlagt opdeler disse året i 12 stykker, der hver er repræsenteret i dyrekredsen. Eftersom årets gang ikke har ændret sig, afvises det, at der skulle være opstået et nyt stjernetegn.